# Jakub Szymkiewicz
Jakub Szymkiewicz (ur. 8 lipca lub 3 grudnia 1775 na Żmudzi prawdopodobnie w Rosieniach, zm. 6 listopada 1818 w Taukielach (lit. Taukeliai) powiat wiłkomierski) – polski lekarz, członek honorowy Uniwersytetu Wileńskiego, członek Towarzystwa Warszawskiego Przyjaciół Nauk, filantrop (wileńskie Towarzystwo Dobroczynności), pisarz. 
Współzałożyciel Towarzystwa Wileńskiego Lekarskiego, a także Towarzystwa Szubrawców, którego był pierwszym prezydentem, przybierając pseudonim „Perkunas”. Na łamach satyrycznego pisma „Wiadomości Brukowe”, wydawanego przez Towarzystwo Szubrawców, ogłosił kilkanaście felietonów pt. „Wędrówki Szlachcica na Łopacie”, w których piętnował szereg patologii społecznych, politycznych i ekonomicznych tamtego czasu. 
Prekursor polskiej ortodoncji oraz autor pierwszego polskiego opracowania dotyczącego alkoholizmu i innych substancji uzależniających („Dzieło o pijaństwie” Wilno 1818). Wolnomularz-reformator (inicjowany w 1809), nadworny lekarz Aleksandra I.

## Twórczość, m.in.
- Nauka o chirurgii teoretycznej i praktycznej (1806)
- Nauka o chorobach dzieci (1810)
- Dzieło o pijaństwie (1818)